# 15553 Carachang
15553 Carachang eller 2000 FG45 är en asteroid i huvudbältet som upptäcktes den 29 mars 2000 av LINEAR i Socorro County, New Mexico. Den är uppkallad efter Cara A. Chang.
Asteroiden har en diameter på ungefär 2 kilometer.